# Kojarena
Kojarena ist ein Ort bei Greenough, Western Australia. Er befindet sich östlich von Geraldton an der Landstraße von Geraldton nach Mount Magnet auf etwa 250 m NN. Die ersten weißen Siedler erschienen in den 1890er-Jahren. 1935 wurde die Kapelle St James Chapel errichtet. Weiter nordwestlich befindet sich Kojarena Station, eine SIGINT-Einrichtung der Australian Defence Force.